# Blåvit kungsfiskare
Blåvit kungsfiskare (Todiramphus diops) är en fågel i familjen kungsfiskare inom ordningen praktfåglar.

## Utbredning och systematik
Fågeln förekommer i Moluckerna på Halmahera, Ternate, Morotai, Bacan, Obi och intilliggande öar. Den behandlas som monotypisk, det vill säga att den inte delas in i några underarter.

## Status
IUCN kategoriserar arten som livskraftig.